# Президенти-Варгас

Президенти-Варгас на карте штата.

Президенти-Варгас (порт. Presidente Vargas) — муниципалитет в Бразилии, входит в штат Мараньян. Составная часть мезорегиона Север штата Мараньян. Входит в экономико-статистический микрорегион Итапекуру-Мирин. Население составляет 10 717 человек на 2010 год. Занимает площадь 459,360 км². Плотность населения — 23,33 чел./км².

## Демография
Согласно сведениям, собранным в ходе переписи 2010 г. Национальным институтом географии и статистики (IBGE), население муниципалитета составляет:
| Полное население                               | Полное население                               | Полное население                               | Полное население                               | 10 717 |
| ---------------------------------------------- | ---------------------------------------------- | ---------------------------------------------- | ---------------------------------------------- | ------ |
| в том числе:                                   | Городское население                            | 4581                                           | Процент городского населения, %                | 42,75  |
|                                                | Сельское население                             | 6136                                           | Процент сельского населения, %                 | 57,25  |
|                                                | Мужское население                              | 5460                                           | Процент мужского населения, %                  | 50,95  |
|                                                | Женское население                              | 5257                                           | Процент женского населения, %                  | 49,05  |
| Плотность населения, чел/км²                   | Плотность населения, чел/км²                   | Плотность населения, чел/км²                   | Плотность населения, чел/км²                   | 23,33  |
| Население муниципалитета в % к населению штата | Население муниципалитета в % к населению штата | Население муниципалитета в % к населению штата | Население муниципалитета в % к населению штата | 0,16   |

По данным оценки 2016 года, население муниципалитета составляет 11 302 жителя.

## Статистика
- Валовой внутренний продукт на 2003 год составляет 16 058 184,00 реалов (данные: Бразильский институт географии и статистики).
- Валовой внутренний продукт на душу населения на 2003 год составляет 1606,46 реалов (данные: Бразильский институт географии и статистики).
- Индекс развития человеческого потенциала на 2000 год составляет 0,543 (данные: Программа развития ООН).